# Găneasa, Olt
Găneasa là một xã thuộc hạt Olt, România. Dân số thời điểm năm 2002 là 4155 người.